# Adolf Kanter
Adolf Josef Kanter (* 27. März 1925 in Plaidt; † 17. November 2004 in Vallendar) war ein Agent der DDR und Lobbyist des Flick-Konzerns. 1995 wurde er zu einer Freiheitsstrafe von zwei Jahren verurteilt.

## Leben
Nach dem Besuch der Volksschule absolvierte Kanter eine Drogistenlehre, die er 1943 beendete. Direkt im Anschluss meldete er sich freiwillig bei der Wehrmacht und geriet 1945 in amerikanische Kriegsgefangenschaft, aus der er 1946 entlassen wurde. Im selben Jahr gründete er die Freie Deutsche Jugend (FDJ) im Rheinland, deren Vorstand er bis 1949 angehörte.  Kanter war ab 1948 Agent der Hauptverwaltung Aufklärung des Ministeriums für Staatssicherheit der DDR mit dem Decknamen „Fichtel“. Im Auftrag der HVA trat er 1949 zur Jungen Union über, wo er viele wichtige CDU-Politiker wie z. B. Eberhard von Brauchitsch kennenlernte, der Helmut Kohls Aufstieg in der CDU förderte. Ebenfalls im Auftrag der HVA engagierte sich Kanter im Bund Europäischer Jugend in Rheinland-Pfalz und wurde dessen Generalsekretär. Er war 1951 Mitbegründer und bis 1967 zuerst ehrenamtlicher und später hauptamtlicher Leiter des Europa-Hauses Marienberg im Westerwald. Nach Prüfung der Geldflüsse durch den Bundesrechnungshof und Vorwürfen unsittlichen Verhaltens Lehrgangsteilnehmerinnen gegenüber musste Kanter das Europa-Haus verlassen.
Ab den 1960er Jahren führte Kanter ein Büro für Finanz- und Wirtschaftsbeziehungen in Bonn und gab mit wesentlicher Unterstützung durch die HVA einen Informationsdienst für Verantwortliche in Politik und Wirtschaft heraus. Er hatte beste Kontakte zu zahlreichen Bonner Politikern. In den 1970er Jahren vermiete Kanter sein Haus in Sankt Augustin-Hangelar an Egon Bahr. Die Staatssicherheit hatte es zuvor mit Abhöranlagen ausgestattet. 1974 wurde Kanter Prokurist im Flick-Konzern und stellvertretender Leiter der Stabsstelle der Geschäftsführung. Ihm unterstanden die Auszahlungen der umfangreichen Parteispenden, die 1981 in der Flick-Affäre zutage kamen. Eberhard von Brauchitsch ging davon aus, dass die Aufdeckung durch die HVA gesteuert worden sei, um seine Wahl zum Präsidenten des BDI zu verhindern. Der damals amtierende Chef der HVA, Markus Wolf, dementierte hingegen eine Einflussnahme seines Geheimdienstes.
Auch nach Schließung des Lobby-Büros des Flick-Konzerns blieb Kanter für die Stasi aktiv. Er baute einen Hintergrunddienst für wichtige Persönlichkeiten aus Wirtschaft und Politik auf. Über seine Freundschaft zu Philipp Jenninger gelangten viele Informationen aus der seit 1982 regierenden CDU nach Ost-Berlin. Kanter blieb bis 1989 ein Spitzenlieferant des MfS über die Christdemokraten. HVA-Chef Markus Wolf verglich seine Bedeutung mit der von Günter Guillaume.
1995 wurde Kanter vom Oberlandesgericht Koblenz zu einer Bewährungsstrafe von zwei Jahren sowie einer Geldstrafe in Höhe von 20.000 D-Mark verurteilt. Der Prozess dauerte nur vier Wochen, das Urteil wird als „auffallend milde Strafe“ bewertet, hatte die Staatsanwaltschaft in ihrem Plädoyer doch drei Jahre Gefängnis gefordert. Der Prozess fand teilweise unter Ausschluss der Öffentlichkeit statt. Auch das Urteil gegen Kanter wurde unter Verschluss genommen. In der Urteilsbegründung hieß es u. a.: „Der Angeklagte berichtete dem MfS während der gesamten Dauer seiner nachrichtendienstlichen Tätigkeit durch seine Kontaktpersonen umfassend über seine politischen Beziehungen und über alle wesentlichen Erkenntnisse, die er im Rahmen seiner vielfältigen beruflichen Aktivitäten gewann, und übergab hierzu auch umfangreiches schriftliches Material, das beim MfS etliche Aktenordner an Operativakten füllte.“ Insgesamt umfassten seine Informationen 14.400 Blatt.